# Ichneumon stramentor
Ichneumon stramentor är en stekelart som beskrevs av Alexandr Rasnitsyn 1981. Ichneumon stramentor ingår i släktet Ichneumon och familjen brokparasitsteklar. Arten är reproducerande i Sverige. Inga underarter finns listade i Catalogue of Life.